# Hennstedt (powiat Dithmarschen)
Hennstedt – miejscowość i gmina w Niemczech, w kraju związkowym Szlezwik-Holsztyn, w powiecie Dithmarschen, siedziba urzędu Kirchspielslandgemeinden Eider.